# Pentéli (ort)
Pentéli (Penteli) är en ort i Grekland.   Den ligger i prefekturen Nomós Ioannínon och regionen Epirus, i den nordvästra delen av landet, 300 km nordväst om huvudstaden Aten. Pentéli ligger 531 meter över havet och antalet invånare är 593. Den ligger vid sjön Límni Pamvótida.
Terrängen runt Pentéli är varierad. Runt Pentéli är det mycket tätbefolkat, med 1 056 invånare per kvadratkilometer. Närmaste större samhälle är Ioánnina, 1,3 km öster om Pentéli. Trakten runt Pentéli består till största delen av jordbruksmark.